# Bright Igbinadolor
Bright Igbinadolor (Lagos, 16 dicembre 1980) è un ex calciatore nigeriano, di ruolo centrocampista.

## Carriera

### Nazionale
Nel 2000 ha partecipato, insieme alla selezione nigeriana, ai Giochi della XXVII Olimpiade di Sydney, segnando anche una rete nel pareggio 3-3 contro l'Honduras.